# プアケナ・ボレハム
プアケナ・ボレハム（Puakena Boreham、1970年12月18日 - ）は、ツバルの麻酔科医であり、2015年ツバル総選挙で選出されたツバルの国会議員である。2016年8月からは労働大臣と天然資源大臣に任命された。 
プアケナは、ナアマ・マヘウ・ラタシ（在任期間: 1989年 - 1997年）とエリサラ・ピータ（在任期間: 2011年 - 2015年）に次ぐツバル議会で3人目となる女性議員である。 
フィジー医科大学で学び、1998年に卒業した後、ツバルの保健省が運営するプリンスマーガレット病院で麻酔科医および医学部長として勤めた。2014年、オーストラリア国立大学大学院で国際保健外交、国際保健、外交政策について研究した。 